# Philip Taylor Kramer
Philip Taylor Kramer (ur. 12 lipca 1952, zm. 12 lutego 1995) – amerykański gitarzysta basowy, członek grupy rockowej Iron Butterfly. 
Członkiem Iron Butterfly, był w latach 70-XX wieku, nagrywając z zespołem dwa albumy "Scorching Beauty " z 1975 r. i "Sun and Steel" z 1976 r. Następnie uzyskał dyplom szkoły wieczorowej w zakresie inżynierii kosmicznej i pracował nad systemami naprowadzania rakiet. W późniejszym okresie związał się także z branżą komputerową gdzie prowadził prace między innymi nad programami komunikacyjnymi. 
12 lutego 1995 r. pojechał do portu lotniczego Los Angeles, by odebrać partnera biznesowego, z którym się ostatecznie nie spotkał. Przed zaginięciem wykonał jeszcze serię telefonów, między innymi na policję zapowiadając swoje samobójstwo. Samochód z jego ciałem został odkryty dopiero 29 maja 1999 r. na dnie wąwozu w Malibu. Ciało Kramera zostało zidentyfikowane na podstawie dokumentacji dentystycznej. Przyczyny samobójstwa Kramera nie zostały wyjaśnione.